# Siklawa

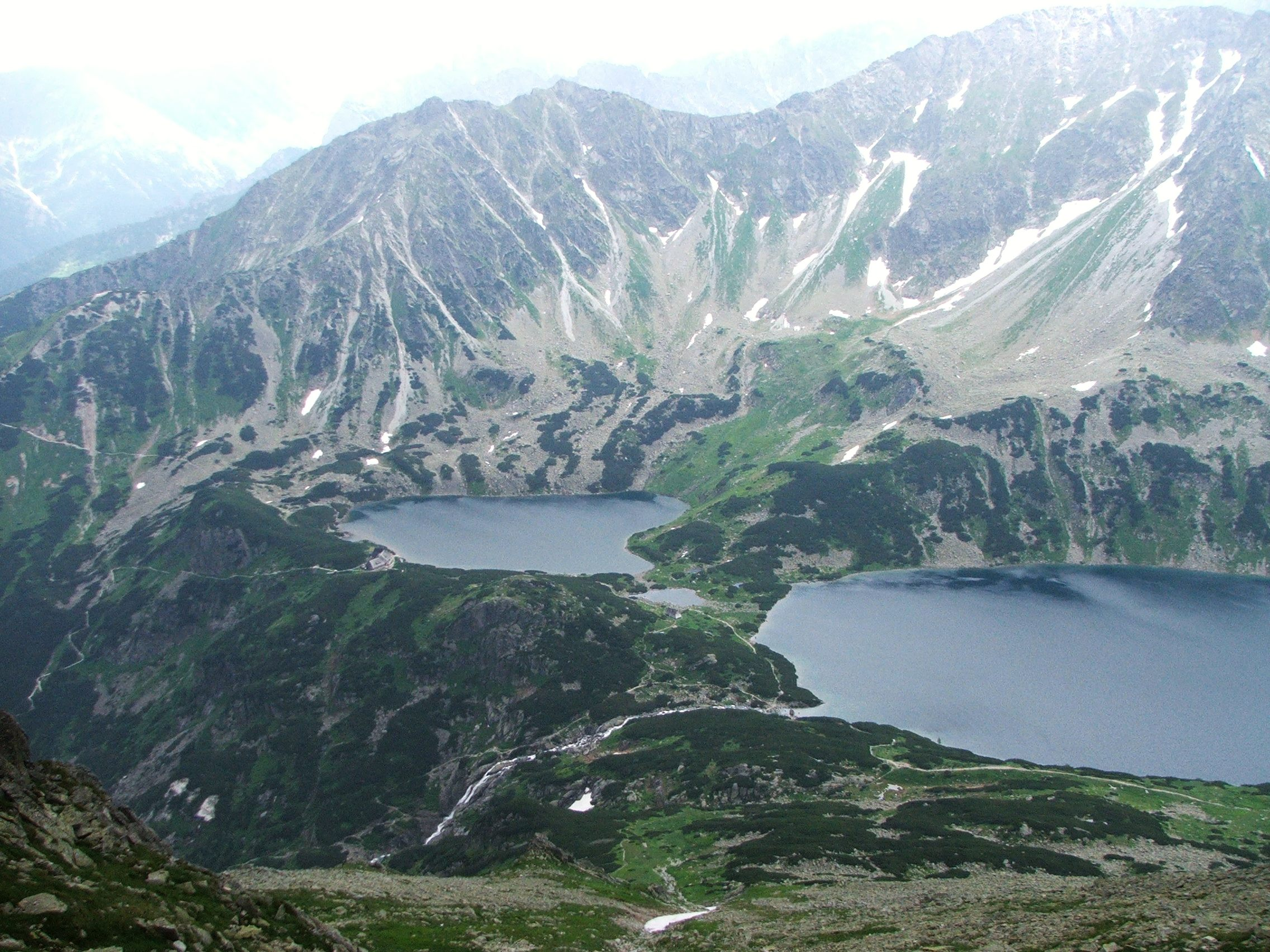
Die Landschaft, in die der Wasserfall eingebettet ist

Die Siklawa ist der höchste Wasserfall in der polnischen Hohen Tatra bei Bukowina Tatrzańska sowie in ganz Polen. Das Wasser der aus dem Wielki Staw Polski fließenden Roztoka fällt vom Tal Dolina Pięciu Stawów Polskich über vier Kaskaden in das Tal Dolina Roztoki.

## Name
Der Name Siklawa bedeutet „sprudelnder Wasserfall“.

## Flora und Fauna
Der Wasserfall liegt über der Baumgrenze.

## Tourismus
Der Wasserfall ist über einen grün markierten Wanderweg zugänglich. In der Nähe des Wasserfalls befindet sich die Berghütte Schronisko PTTK w Dolinie Pięciu Stawów Polskich.